# Elisabethanum
Elisabethanum neboli Alžbětinské gymnázium bylo slezské gymnázium nesoucí jméno sv. Alžběty se sídlem ve Vratislavi.

## Historie
Gymnázium bylo založeno v roce 1293 jako městská škola při farnosti sv. Alžběty. V 16. století se škola stala evangelickou školou a přestěhovala se do nové renesanční budovy.
Roku 1562 škola získala status gymnázia (gymnasium academicum).

## Významní učitelé
- Esaias Heidenreich (1532–1589)
- Petrus Kirstenius (1577–1640)
- Johann Ephraim Scheibel (1736–1809)

## Významní studenti
Mezi žáky Elisabethena patřili např.:
- Amand Polan z Polansdorfu - teolog
- Johann Heermann - básník
- Balthasar Exner - básník
- Ján Jesenský (1566–1621) - lékař, filosof a politik, popraven na Staroměstském náměstí
- Erhard Lauterbach (1570–1649), teolog
- Johann Peter Titz (1619–1689), pedagog, básník, politik
- Angelus Silesius (1624–1677), teolog
- Martin Hanke (1633-1709), historik a rektor gymnázia
- Ferdinand Julius Ernst Friedensburg (1824–1891), vratislavský nejvyšší radní
- Siegbert Tarrasch (1862–1934), šachový velmistr
- Fritz Haber (1868–1934), chemik, nositel Nobelovy ceny